# Вольное Поле
Вольное Поле (укр. Вільне Поле) — село на Украине, находится в Великоновосёлковском районе Донецкой области.
Код КОАТУУ — 1421286603. Население по переписи 2001 года составляет 402 человека. Почтовый индекс — 85522. Телефонный код — 6243.
15 мая 2025 года в ходе вторжения России на Украину село было занято Вооружёнными силами РФ.

## Адрес местного совета
85522, Донецкая область, Великоновосёлковский р-н, п.. Шевченко, ул.Шевченко, 3, 96-5-46